# 新乐站
新乐站是一个京广线上的铁路车站，位于河北省新乐市长寿街道，建于1902年，目前为三等站，邮政编码为050700。目前客运：办理旅客乘降；行李、包裹托运；货运：办理整车、零担货物发到。